# Edward Sexby
Edward Sexby (Suffolk, 1616 - Londres, 13 de enero de 1658) fue un soldado inglés del ejército de Oliver Cromwell. Es el supuesto autor en 1657 de Killing no murder donde aboga por el asesinato de Cromwell.

## Biografía
Sexby hizo parte de los Niveladores y abogó por la comunidad de bienes. En su panfleto Killing no murder ("Matar no es asesinar") llamó a asesinar a Cromwell y poner fin a la tiranía. Sexby fue entonces encarcelado en la Torre de Londres por Cromwell y murió en cautividad.

## Comentarios sobreMatar no es asesinar

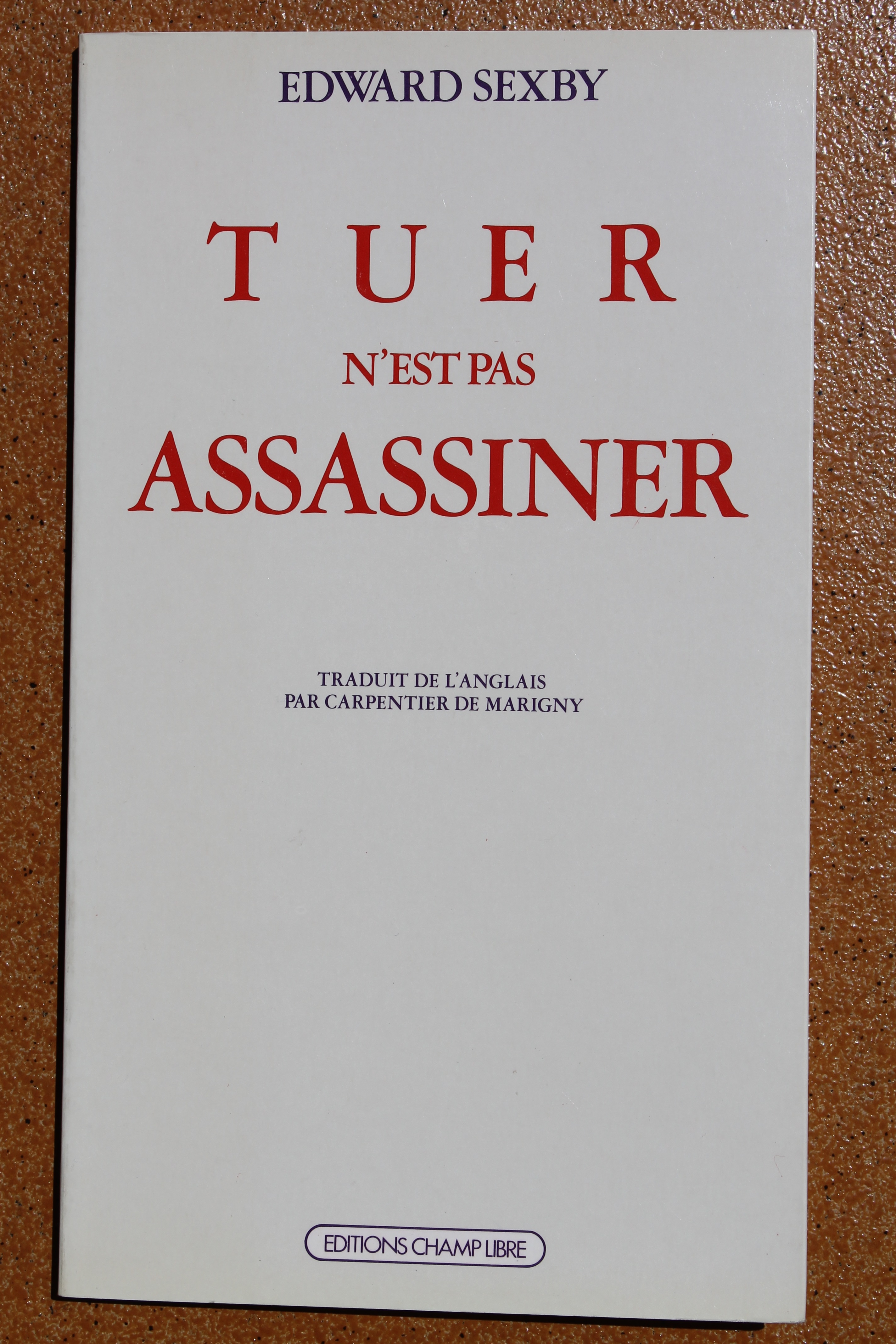
Edición en francés de Matar no es asesinar, Champ libre.

En 1980, Guy Debord redacta una nota de introducción para la reedición de Matar no es asesinar por la editorial parisina Champ libre. Este es un extracto : 

El panfleto de Sexby es uno de los escritos más famosos generados por la revolución inglesa, entre 1640 y 1660. Después de las obras de Maquiavelo y de Étienne de la Boétie, y algunos otros, es un clásico de la crítica de la dominación. Su originalidad reside ante todo en el hecho que está dirigido explicitamente, al contrario de sus predecesores, contra un tirano designado por su nombre, que incita a ejecutar cuanto antes y por todos los medios ; y, por otro lado, en el hecho que ese tirano particular es el prototipo de la principal serie del jefe de Estado moderno ilegítimo, del recuperador que ha establecido su poder reprimiendo una revolución social de la que había tomado previamente la dirección : en este sentido, el breve reinado de Cromwell prefigura tanto a los de Robespierre o Lenin y los de sus sucesores perpetualmente mal asegurados, Napoleón así como Stalin y sus hijos.

Killing no murder, imprimido en 1657 en los Países Bajos, mezcla los mejores análisis de Maquiavelo con ese lenguaje bíblico que caracterizó la revolución burguesa de Inglaterra, como más tarde el estilo de los « Romanos resucitados » sería la marca de la gran Revolución francesa. El tono de este panfleto es el origen de toda una corriente de la literatura inglesa ulterior, la única que no tiene equivalente en el extranjero, la que va de Swift a Junius, y sin duda también, dentro del ejercicio del humor estético, al Thomas de Quincey del Asesinato considerado como una de las bellas artes. Sexby fue traducido al francés tan pronto como en 1658 por Carpentier de Marigny, un miembro de La Fronde del bando del Cardenal de Retz ; el cual se encontraba también en el exilio, después de su evasión de la prisión de Nantes, y juzgó oportuno de aplicar a Mazarino el razonamiento que condenaba a Cromwell.

## Obra
- Killing no murder, 1657.